# G-MA$TA
G-MA$TA（ジー・マスタ 本名：イ・ジェヒョン 韓国語：이 재현 1984年2月12日 - ）は、韓国出身のヒップホップ・アーティスト。2004年にアルバム「Story of G-Masta」でデビュー。2作目の「Memory of G」からは自ら作詞・作曲を手がけ、シンガーソングライターとしても活動。
韓国のネリーと呼ばれている

## プロフィール
- 趣味：作詞、ツーリング、飲酒
- 特技：ラップと踊り

## 領土問題関連の出演拒否騒動
かつて、京畿道の竜仁市スピートウェイで、日本人観光客が参席したイベントで「アエイオウ」「磁石」「東京は我らの領土」の3曲を披露する予定であった。しかし、日韓領土問題を題材とした「東京は我らの領土」を外してくれという要望に対し、「日本人の目を気にするくらいなら出演しない」として出演拒否をしたことがある。

## ディスコグラフィー
- Story of G-Masta(2003年)
- 1集 Memory Of G(2006年)
- Memoir of G-MA$TA(2010年)